# Raketsilo

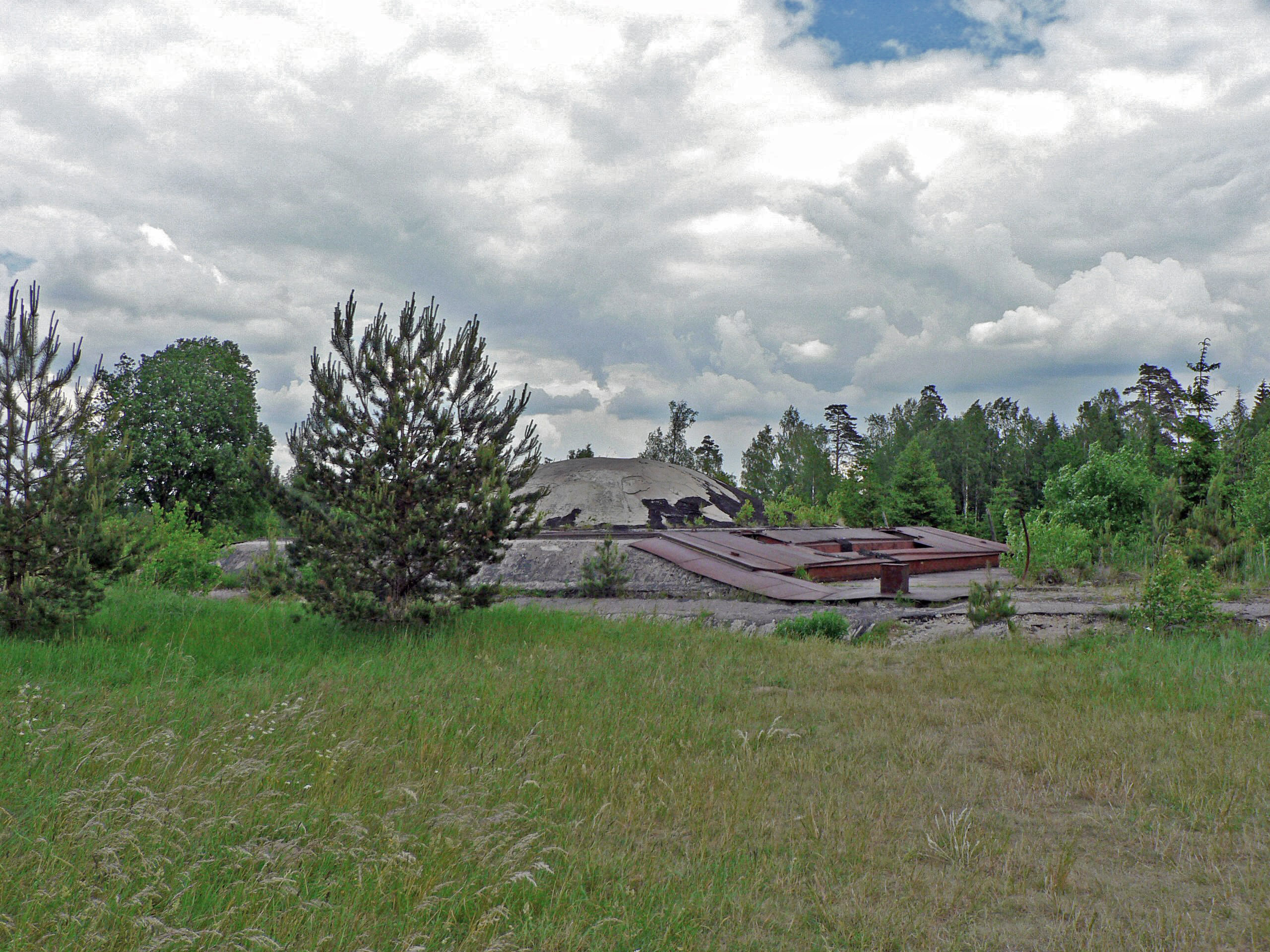
De koepel van een ondergrondse R-12U lanceersilo in de Plokštinės raketbasis, Litouwen

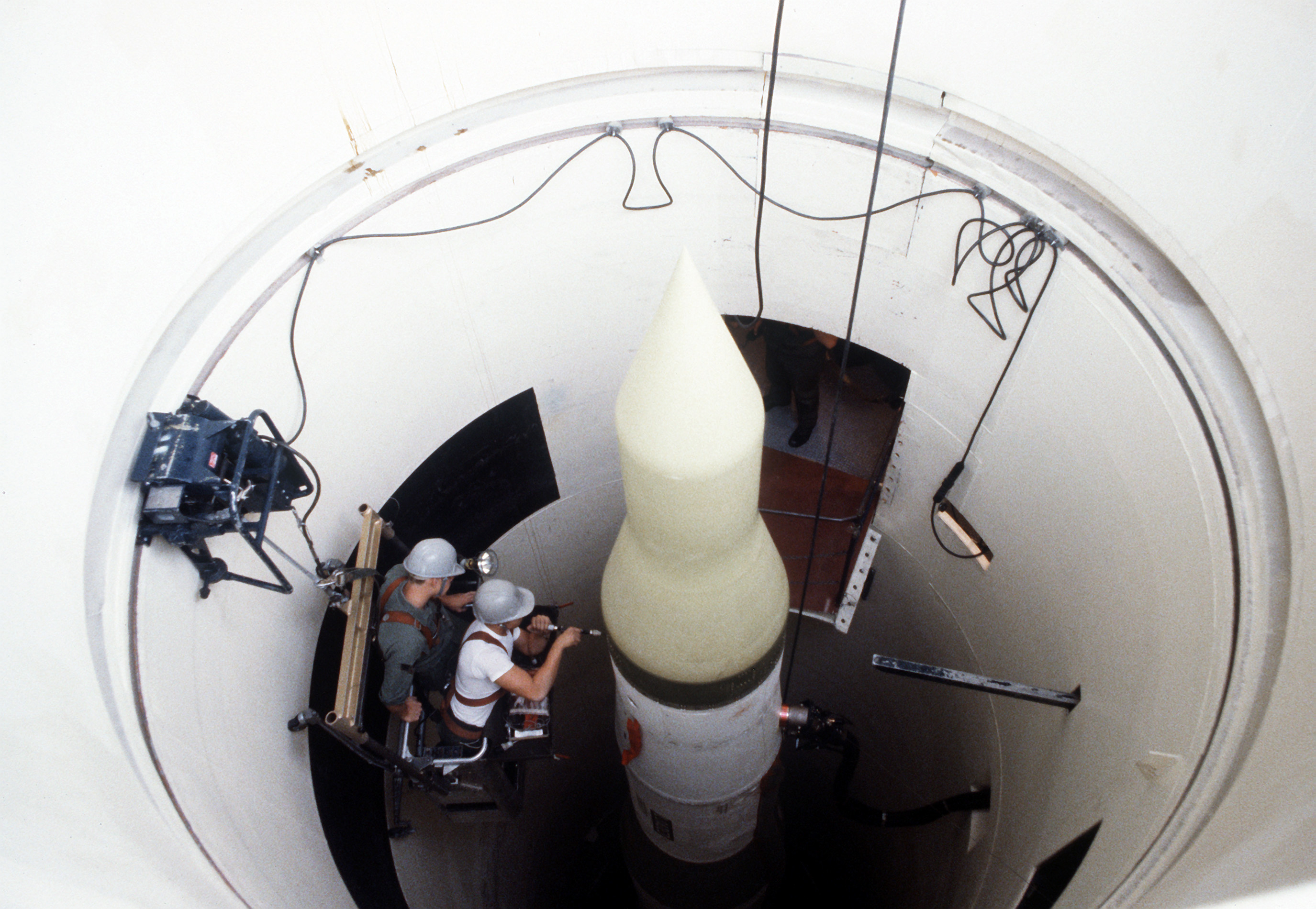
Technici aan het werk in een raketsilo

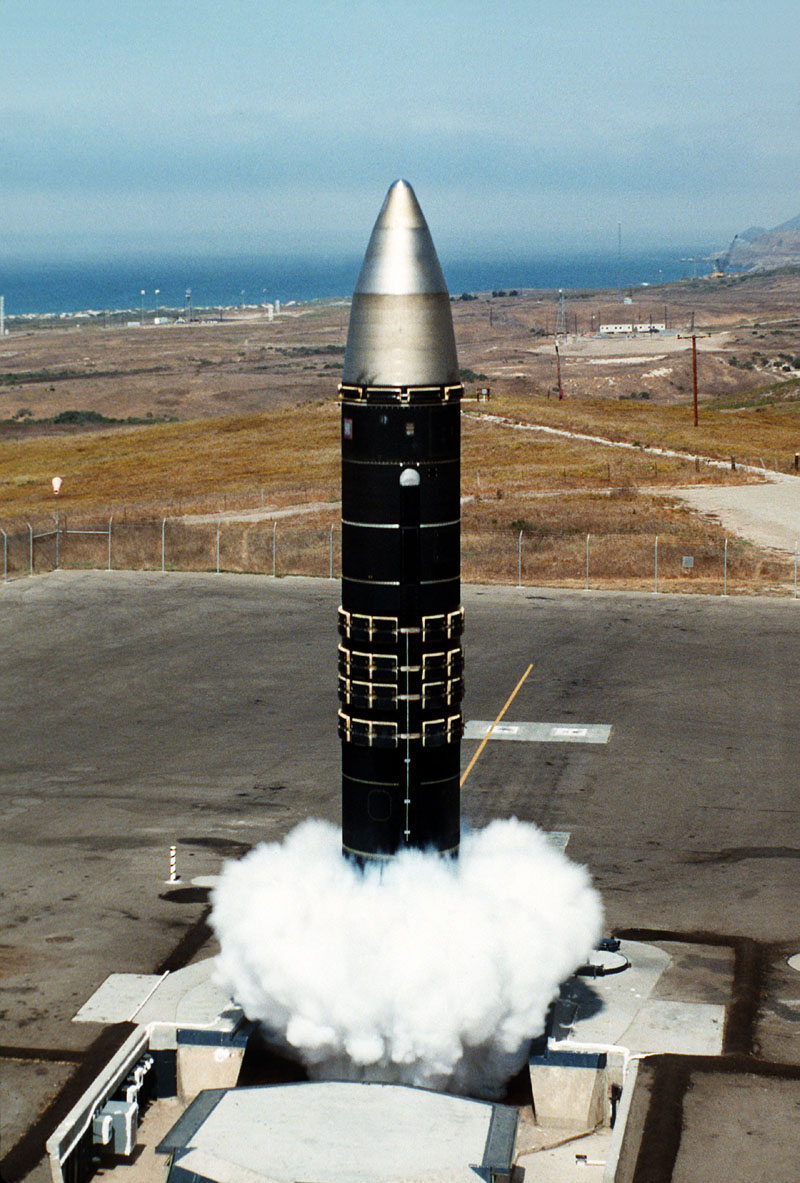
Een LGM-118 Peacekeeper wordt gelanceerd uit zijn silo

Een raketsilo is een ondergrondse, verticale, cilindervormige container voor het opslaan en lanceren van intercontinentale raketten. Vaak staan de raketten in de silo net iets onder de oppervlakte, en is de opening van de silo beschermd door een deksel.

## Geschiedenis
Tot rond 1960 werden ICBM’s afgevuurd vanuit platforms aan de oppervlakte. De Sovjet-Unie gebruikte lanceerplatformen die geheel bovengronds stonden, en waren gemodelleerd naar de platformen gebruikt op ruimtehavens. Dit maakte ze echter kwetsbaar voor luchtbombardementen.
Het idee voor een raketsilo werd rond 1950 voor het eerst voorgesteld in het Verenigd Koninkrijk, als opslagplaats voor Blue Streak-raketten. Er een testsilo gebouwd op de basis RAF Spadeadam. Het idee werd al snel overgenomen door de Verenigde Staten.
Voor de Amerikaanse Atlas waren vier verschillende opslagplaatsen in gebruik. De eerste was een bovengronds verticaal platform. De tweede was een horizontale opslagplaats in een pakhuis. De derde werd horizontaal opgeslagen in een betonnen gebouw. Als vierde kwam de eerste raketsilo in de Verenigde Staten in gebruik. In de silo werd de raket opgeslagen, om hem te lanceren moest hij eerst naar boven worden gehaald.
De situatie veranderde toen de VS de Titan II in gebruik nam, en de Sovjet de UR-100. Beide gebruikten een vaste brandstof die ook voor langere tijd in de raketten kon worden opgeslagen, zodat het niet langer nodig was ze leeg op te slaan en pas vlak voor lancering vol te tanken. Voor beide raketten werd het silosysteem in gebruik genomen.
De silo werd sindsdien het primaire opslagsysteem voor landraketten.

## Kwetsbaarheid
De introductie van traagheidsnavigatie maakte raketsilo’s een stuk kwetsbaarder dan bij de introductie in de jaren 1960. In de jaren 1970 en 1980 probeerde het Amerikaanse leger zonder succes een alternatief voor de silo te ontwikkelen. Het merendeel van het Amerikaanse rakettenarsenaal kan worden gelanceerd vanaf kernonderzeeërs van de Ohioklasse als SLBMs zoals de Trident.
De Verenigde Stanen hebben nog 450 Minuteman-III-raketten in raketsilo's op drie luchtmachtbases F.E. Warren Air Force Base in de staat Wyoming, Malmstrom Air Force Base in Montana en Minot Air Force Base in North Dakota, elk 150 raketten.
Rusland heeft een arsenaal van 52 Topol-M in silo's en 18 mobiel, 16 RS-24 Jars in silo's te Kozelsk en 34 mobiel en
50 RS-28 Sarmat te Krasnojarsk en Delta-klasse kernonderzeeërs met RSM-54 en 7 van de Borejklasse met elk 16 Boelava-raketten.
De afname van het gebruik van silo’s heeft ertoe geleid dat veel ervan geen militaire functie meer hebben. Ze zijn doorverkocht aan derden en kregen na te zijn verbouwd vaak een bijzondere bestemming.